# (1616) Filipoff
(1616) Filipoff – planetoida z pasa głównego asteroid okrążająca Słońce w ciągu 4 lat i 353 dni w średniej odległości 2,91 au. Została odkryta 5 marca 1950 roku w Algiers Observatory w Algierze przez Louisa Boyera. Nazwa planetoidy pochodzi od Lionela Filipoffa (1893-1940), francuskiego astronoma. Przed nadaniem nazwy planetoida nosiła oznaczenie tymczasowe (1616) 1950 EA.